# Сопровождение в процессе обзора
Сопровождение в процессе обзора (также слежение в процессе обзора, сопровождение в процессе сканирования, англ. Track While Scan, TWS) — режим многофункциональной радиолокационной станции, в котором часть ресурсов (времени, излучаемой мощности) выделяется на обзор пространства, а оставшаяся часть — на постоянное отслеживание координат и параметров одной или нескольких выбранных целей. Аппаратура позволяет заносить обнаруженные при сканировании цели в список сопровождения. Радары этого типа наряду с отображением общей обстановки в воздушном пространстве предоставляют оператору дополнительную информацию о наиболее опасных или представляющих иной интерес объектах.
Радары TWS в той или иной форме обладают памятью, которая позволяет запоминать координаты одной или нескольких сопровождаемых целей во время предыдущего цикла сканирования и сравнивать их с координатами целей, обнаруженных в следующем цикле.
Исторически первыми радарами TWS были радары управления огнём, которые наряду с общим обзором целей осуществляли сопровождение одной цели, по которой в данный момент вёлся огонь. Одним из первых таких радаров был американский морской радар Mk 8, предназначенный для управления стрельбой по надводным целям. Кроме собственно сопровождения цели он позволял вести наблюдение за всплесками в местах разрыва снарядов с целью корректировки стрельбы.
Современные радары TWS способны одновременно отслеживать несколько целей, что при наличии одного луча сильно сокращает радиус действия радара. Примером служит американский радар управления стрельбой AN/SPQ-9 со скоростью вращения антенны 60 об/мин. Многолучевые радары с электронным сканированием (такие, как AN/SPY-1) выделяют на сопровождение каждой цели отдельный луч (физически или в режиме разделения времени), что позволяет обойти ограничения на дальность.